# Nihon e Yōkoso Elf-san
Nihon e Yōkoso Elf-san (Nhật: 日本へようこそエルフさん。 Hepburn: Nihon e Yōkoso Erufu-san, dịch: Chào mừng đến với Nhật Bản, cô elf!) là một bộ light novel hài lãng mạn của Nhật Bản, được sáng tác bởi Makishima Suzuki và vẽ minh họa bởi Yappen. Bộ truyện đã được đăng trực tuyến vào năm 2017 trên trang web Shōsetsuka ni Narō. Nó đã được Hobby Japan mua lại và xuất bản tập light novel đầu tiên vào tháng 8 năm 2018 dưới ấn hiệu HJ Novels. Tính đến tháng 1 năm 2025 đã có mười tập đã được phát hành. Phiên bản chuyển thể manga do Shimo Aono vẽ minh họa đã được đăng trực tuyến trên trang web Comic Fire của Hobby Japan kể từ tháng 12 năm 2018. Cả phiên bản light novel và manga đều đã được J-Novel Club đăng ký xuất bản ở khu vực Bắc Mỹ. Phiên bản chuyển thể anime đã được sản xuất bởi Zero-G đã phát sóng từ tháng 1 đến tháng 3 năm 2025.

## Nội dung
Ngay từ khi Kazuhiro Kitase còn là một đứa trẻ, bất cứ khi nào anh đi ngủ, anh đều mơ rằng mình đang ở một thế giới kỳ ảo. Một ngày nọ, trong lúc anh khám phá thế giới này cùng với người bạn đồng hành của mình là Marie, họ bị một con rồng thiêu sống. Họ đột nhiên thức dậy trong ngôi nhà của anh trên Trái đất và cuối cùng họ phát hiện ra rằng bất cứ khi nào anh tỉnh dậy hoặc chết trong thế giới này, anh và bất kỳ ai anh chạm vào đều được dịch chuyển trở lại Trái đất, và sau đó họ vẫn có thể trở lại thế giới ấy bằng cách đi ngủ. Họ thường xuyên dịch chuyển qua lại giữa hai thế giới, và trong quá trình sống ở Nhật Bản, anh đã giúp đỡ Marie thích nghi với cuộc sống mới và sau đó thực hiện các nhiệm vụ trong thế giới ấy và cùng đưa những người khác đến Trái đất.

## Nhân vật
Kazuhiro Kitase (北瀬一廣 Kitase Kazuhiro) / Kazuhiho (カズヒホ)
Lồng tiếng bởi: Yūsuke Kobayashi
Một nhân viên văn phòng người Nhật hiện đã 25 tuổi, từ khi còn nhỏ đã thường xuyên dịch chuyển đến một thế giới kỳ ảo mỗi khi anh đi ngủ. Ở thế giới đó, anh tự giới thiệu mình là Kazuhiho, ở thế giới này anh già đi chậm hơn đáng kể, anh vẫn 15 tuổi và là một Kiếm sĩ ảo ảnh đang đồng hành cùng với Marie. Chỉ sau khi anh và Marie bị Wridra và Marie bất ngờ xuất hiện bên cạnh anh trên Trái đất, anh mới nhận ra rằng thế giới đó là có thật và khả năng dịch chuyển của anh có thể giúp anh dịch chuyển cùng những người khác. Ở thế giới đó anh có nhiều sức mạnh đặc biệt như khả năng tạo ra ảo ảnh, đi qua một chiều không gian phụ để rút ngắn khoảng cách di chuyển và thành thạo vô số ngôn ngữ. Tuy nhiên, ngoại trừ thức ăn, anh không thể mang bất kỳ vật phẩm nào khác trong quá trình dịch chuyển giữa hai thế giới. Theo thời gian, anh đã nảy sinh tình cảm lãng mạn với Marie.
Marie (マリー Marī) / Mariabelle (マリアーベル Mariāberu)
Lồng tiếng bởi: Kaede Hondo
Một pháp sư elf hiện đã 102 tuổi, thành thạo cả phép thuật huyền bí và phép thuật tinh linh, và là bạn đồng hành của Kazuhiro sau khi cô giết anh trong lần gặp đầu tiên. Khi họ xâm nhập vào hang ổ của Wridra để xem trứng của cô, họ bị phát hiện và bị lửa rồng thiêu rụi. Mặc dù đã lớn tuổi, cô vẫn có vẻ bề ngoài của một phụ nữ trẻ xinh đẹp. Khi Kazuhiro ôm cô để cố gắng bảo vệ cho cô khi họ bị phun lửa, anh đã vô tình đưa cô đến Trái đất, nơi cô trở nên say mê với hầu hết những điều mới lạ, đặc biệt là với đồ ăn. Theo thời gian, cô cũng đã nảy sinh tình cảm lãng mạn với Kazuhiro. Cô hay bình luận về khuôn mặt buồn ngủ của Kazuhiro với vẻ thích thú, khiến cho anh cảm thấy bực bội.
Wridra (ウリドラ Uridora)
Lồng tiếng bởi: Yumi Uchiyama
Một con rồng cái cổ đại, cô có hai hình dạng là dạng rồng và dạng hình người. Khi Kazuhiro và Marie xâm nhập vào hang ổ của cô để xem trộm trứng của mình, cô đã nổi giận và phun lửa vào cả hai người, khiến Marie vô tình dịch chuyển đến Trái đất cùng với Kazuhiro. Sau khi cả hai trở về, họ đã cố gắng xoa dịu Wridra bằng cách dâng đồ ăn Nhật Bản và bia mạch nha cho cô; và sau khi cô thưởng thức những món ngon này, Wridra đã trả ơn cho họ bằng vảy và máu của chính mìn (tất cả đều là những vật phẩm ma thuật cực kỳ mạnh mẽ và rất hiếm), sau đó cô quyết định đến thăm Trái đất.
Mewi (ミュイ Myui)
Lồng tiếng bởi: Rico Sasaki
Một người mèo trẻ tuổi và là thành viên của Bộ tộc Neko, người đã ẩn náu cùng với ông nội của mình kể từ khi bộ tộc của họ bị một con quái vật tàn sát, con quái vật này đang tìm kiếm những viên đá ma thuật mà nó đang nắm giữ đã bị lấy cắp, và sau đó là sự hành hạ của con người. Anh bị một số tên cướp bắt lại và ông nội của anh đã bị giết, điều này đã buộc anh phải sử dụng viên đá ma thuật của ông nội mình để triệu hồi con quái vật nhằm chặn đường lữ khách cho đến khi anh được Kazuhiro và Marie giải thoát.
Sven (スヴェン Suven)
Lồng tiếng bởi: Showtaro Morikubo
Một pháp sư mắc chứng rối loạn nhân cách có khả năng tiên tri. Còn được gọi là Kiếm sĩ Song kiếm Ma thuật. Mặc dù nổi tiếng với sức mạnh của mình, anh cũng mang tiếng vì tính cách bất ổn của mình. Khi Kazuhiro và Marie phát hiện ra một mê cung mới chưa được khám phá, anh trở nên ghen tị và dồn hết sức lực để ngăn cản họ.
Kaoruko Ichijo (一条 薫子 Ichijō Kaoruko)
Lồng tiếng bởi: Sayuri Yahagi
Một thủ thư trẻ tuổi và là người quen của Kazuhiro, sống ở cùng khu chung cư và ngay lập tức có sự thích thú với Marie khi cô xuất hiện.
Toru Ichijo (一条 徹 Ichijō Tōru)
Lồng tiếng bởi: Kenji Hamada
Chồng của Kaoruko.

## Truyền thông

### Light novel
Được viết bởi Makishima Suzuki, Nihon e Yōkoso Elf-san bắt đầu được đăng tải dưới dạng tiểu thuyết web trên trang web Shōsetsuka ni Narō vào ngày 22 tháng 2 năm 2017. Sau đó, Hobby Japan đã mua lại và phát hành dưới ấn hiệu light novel HJ Novels, được vẽ minh họa bởi Yappen, vào tháng 8 năm 2018. Đã có mười tập được xuất bản tính đến tháng 1 năm 2025 (bao gồm năm tập chỉ được xuất bản dưới dạng kỹ thuật số). Bộ light novel đã được đăng ký xuất bản ở khu vực Bắc Mỹ bởi J-Novel Club.
| #  | Ngày phát hành                    | ISBN              |
| -- | --------------------------------- | ----------------- |
| 1  | Ngày 25 tháng 8 năm 2018          | 978-4-7986-1735-0 |
| 2  | Ngày 22 tháng 12 năm 2018         | 978-4-7986-1843-2 |
| 3  | Ngày 24 tháng 5 năm 2019          | 978-4-7986-1912-5 |
| 4  | Ngày 21 tháng 9 năm 2019          | 978-4-7986-2001-5 |
| 5  | Ngày 22 tháng 2 năm 2020          | 978-4-7986-2107-4 |
| 6  | Ngày 22 tháng 7 năm 2020 (ebook)  | —                 |
| 7  | Ngày 19 tháng 7 năm 2021 (ebook)  | —                 |
| 8  | Ngày 19 tháng 10 năm 2022 (ebook) | —                 |
| 9  | Ngày 19 tháng 10 năm 2023 (ebook) | —                 |
| 10 | Ngày 18 tháng 1 năm 2025 (ebook)  | —                 |

### Manga
Phiên bản chuyển thể manga do Shimo Aono vẽ minh họa đã được đăng trực tuyến trên trang web manga Comic Fire của Hobby Japan vào ngày 24 tháng 12 năm 2018. Tính đến tháng 3 năm 2025, đã có mười một tập được phát hành. Bộ manga này cũng đã được xuất bản bởi J-Novel Club.
| #  | Ngày phát hành            | ISBN              |
| -- | ------------------------- | ----------------- |
| 1  | Ngày 27 tháng 5 năm 2019  | 978-4-7986-1935-4 |
| 2  | Ngày 27 tháng 3 năm 2020  | 978-4-7986-2155-5 |
| 3  | Ngày 27 tháng 8 năm 2020  | 978-4-7986-2251-4 |
| 4  | Ngày 1 tháng 3 năm 2021   | 978-4-7986-2431-0 |
| 5  | Ngày 1 tháng 9 năm 2021   | 978-4-7986-2585-0 |
| 6  | Ngày 1 tháng 3 năm 2022   | 978-4-7986-2652-9 |
| 7  | Ngày 29 tháng 9 năm 2022  | 978-4-7986-2884-4 |
| 8  | Ngày 1 tháng 5 năm 2023   | 978-4-7986-3071-7 |
| 9  | Ngày 28 tháng 12 năm 2023 | 978-4-7986-3332-9 |
| 10 | Ngày 1 tháng 8 năm 2024   | 978-4-7986-3562-0 |
| 11 | Ngày 1 tháng 3 năm 2025   | 978-4-7986-3775-4 |

### Anime
Phiên bản chuyển thể anime đã được công bố vào ngày 28 tháng 12 năm 2023. Nó được sản xuất bởi Zero-G, được đạo diễn bởi Tōru Kitahata, Aya Yoshinaga viết và giám sát kịch bản của loạt phim, Madoka Hirayama thiết kế nhân vật, và Kanako Hara sáng tác nhạc. Bộ phim được phát sóng từ ngày 10 tháng 1 đến ngày 28 tháng 3 năm 2025, trong khung giờ Animeism trên các kênh MBS, TBS và CBC. Bài hát ở phần mở đầu là "Palette Days", được trình bày bởi Rico Sasaki, bài hát kết thúc là "Yummy Yummy", được trình bày bởi các VTuber của Nijisanji là Kaede Higuchi và Kanae. Hiện nay bộ anime này được phát trực tuyến bởi Crunchyroll.

#### Danh sách tập phim
| TT. | Tiêu đề | Đạo diễn           | Biên kịch     | Kịch bản phân cảnh | Ngày phát hành gốc  |
| --- | --- | ------------------ | ------------- | ------------------ | ------------------- |
| 1   | "Good Morning, Ms. Elf." Chuyển ngữ: "Ohayō, Erufu-san." (tiếng Nhật: おはよう、エルフさん。)                                                       | Tōru Kitahata      | Aya Yoshinaga | Tōru Kitahata      | 10 tháng 1 năm 2025 |
| 2   | "Have a Katsu-don, Ms. Elf." Chuyển ngữ: "Katsu-don desu yo, Erufu-san." (tiếng Nhật: カツ丼ですよ、エルフさん。)                                   | Masaki Utsunomiya  | Aya Yoshinaga | Toshihiko Masuda   | 17 tháng 1 năm 2025 |
| 3   | "Lost Magic Stones" Chuyển ngữ: "Ushinawa reta Maseki" (tiếng Nhật: 失われた魔石)                                                                   | Minema Mori        | Aya Yoshinaga | Akira Nishimori    | 24 tháng 1 năm 2025 |
| 4   | "Good Night, Ms. Elf." Chuyển ngữ: "Oyasumi Nasai, Erufu-san." (tiếng Nhật: おやすみなさい、エルフさん。)                                           | JOL-chan           | Aya Yoshinaga | Ryūichi Akehi      | 31 tháng 1 năm 2025 |
| 5   | "Illusory Swordsman" Chuyển ngữ: "Mugen Kenshi" (tiếng Nhật: 夢幻剣士)                                                                              | Ryōichi Kuraya     | Aya Yoshinaga | Akira Nishimori    | 7 tháng 2 năm 2025  |
| 6   | "It's French Cuisine, Ms. Elf." Chuyển ngữ: "Furenchi desu yo, Erufu-san." (tiếng Nhật: フレンチですよ、エルフさん。)                               | Hisaya Takabayashi | Aya Yoshinaga | Ryūichi Akehi      | 14 tháng 2 năm 2025 |
| 7   | "Shining Magic Stone" Chuyển ngữ: "Kagayaku Maseki" (tiếng Nhật: 輝く魔石)                                                                          | Ryōichi Kuraya     | Aya Yoshinaga | Toshihiko Masuda   | 21 tháng 2 năm 2025 |
| 8   | "Welcome to Japan, Ms. Arkdragon." Chuyển ngữ: "Nihon e Yōkoso, Madō-ryū-san." (tiếng Nhật: 日本へようこそ、魔導竜さん。)                           | Tōru Kitahata      | Aya Yoshinaga | Akira Nishimori    | 28 tháng 2 năm 2025 |
| 9   | "Oracle and Honest" Chuyển ngữ: "Tenkei to Guchoku" (tiếng Nhật: 天啓と愚直)                                                                        | Tōru Kitahata      | Aya Yoshinaga | Toshihiko Masuda   | 7 tháng 3 năm 2025  |
| 10  | "A Fun Ancient Labyrinth" Chuyển ngữ: "Tanoshii Kodai Meikyū" (tiếng Nhật: 楽しい古代迷宮)                                                          | TBA                | TBA           | TBA                | 14 tháng 3 năm 2025 |
| 11  | "Two People and One Furry Friend, Strolling Through Aomori" Chuyển ngữ: "Burari Aomori, Futa-ri to I-ppiki." (tiếng Nhật: ぶらり青森、二人と一匹。) | Daiji Iwanaga      | Aya Yoshinaga | Daiji Iwanaga      | 21 tháng 3 năm 2025 |
| 12  | "It's a Blizzard of Cherry Blossom Petals, Ms. Elf." Chuyển ngữ: "Sakura Fubuki desu yo , Erufu-san." (tiếng Nhật: 桜吹雪ですよ、エルフさん。)      | TBA                | TBA           | TBA                | 28 tháng 3 năm 2025 |

## Đón nhận
Người dùng mang tên Demelza đến từ Anime UK News cảm thấy bộ manga này đã mang đến một nét độc đáo riêng, đồng thời cũng khen ngợi các nhân vật trong truyện. Người dùng mang tên Christopher Farris đến từ Anime News Network khen ngợi các nhân vật và phong cách vẽ minh họa, nhưng đồng thời cũng cảm thấy câu chuyện  không có nhiều sự kiện đặc biệt và vẫn có tiềm năng để khai thác.